# Ungarische Kommunistische Partei
Die Ungarische Kommunistische Partei (ungarisch Magyar Kommunista Párt, MKP) ist der letzte Name einer von 1918 bis 1948 bestehende, marxistisch-leninistisch ausgerichtete kommunistische Partei in Ungarn. Da sie aus der ungarischen Sektion bolschewistischen Partei von Wladimir Lenin entstanden ist und sich an deren Programm und Praxis orientierte, werden ihre Anhänger auch als ungarische Bolschewisten (magyar bolsevikok) bezeichnet.
Zwischen März und August 1919 war sie kurzzeitig die diktatorische Einheitspartei der Ungarischen Räterepublik unter Béla Kun. Ab 1947 folgte dann die erneute Machtübernahme unter Mátyás Rákosi. Ihre Nachfolgerin war die 1948 aus der Vereinigung von Kommunisten und Sozialdemokraten hervorgegangene Partei der Ungarischen Werktätigen.

## Parteinamen
- Ungarländische Partei der Kommunisten (Kommunisták Magyarországi Pártja, kurz KMP), 1918–1919, 1919–1943[1]
- Friedenspartei (Békepárt), 1943–1944
- Ungarische Kommunistische Partei (Magyar Kommunista Párt, MKP), 1944–1948

Während der Ungarischen Räterepublik 1919 nach der Vereinigung mit den ungarischen Sozialdemokraten:
- Ungarländische Sozialistische Partei (Magyarországi Szocialista Párt, kurz MSzP),[2] März bis Juli 1919
- Sozialistisch-Kommunistische Ungarländische Arbeiterpartei (Szocialista-Kommunista Munkások Magyarországi Pártija, kurz Sz-KMMP), Juli bis August 1919

## Geschichte

### Gründung
Die Wurzeln der Partei liegen in der Tätigkeit von Béla Kun, der sich seit 1916 in russischer Kriegsgefangenschaft in der Stadt Tomsk befand, wo er marxistische Ungarn organisierte. Infolge der russischen Februarrevolution 1917 wurde er freigelassen und machte durch sein Engagement in der revolutionären Presse die bolschewistische Partei von Wladimir Lenin auf sich aufmerksam. Nach der Oktoberrevolution wurde er 1917 von Karl Radek nach Petrograd geholt und wurde dessen Assistent im Volkskommissariat für Äußeres (Außenministerium). Gleichzeitig wurde er Herausgeber einer ungarisch-bolschewistischen Zeitung, Nemzetközi Szocialista, die sich vor allem an weiterhin kämpfende ungarische Soldaten Österreich-Ungarns richtete.
Am 24. März 1918 gründete Kun dann eine eigene ungarische Sektion der bolschewistischen Partei und stieg zum Vorsitzenden der Auslandsgruppen der russischen Bolschewisten auf. Auf Lenins direkten Befehl kehrte Kun nach der Auflösung der Österreichisch-Ungarischen Monarchie am 17. November 1918 in Budapest ein, wo er die eigenständige Partei der ungarischen Kommunisten gründete. Diese orientierte sich grundsätzlich am bolschewistischen Programm der russischen Schwesterpartei, weshalb die ungarischen Kommunisten auch als ungarische Bolschewisten bezeichnet wurden.

### Räterepublik 1919
Die wenige Tage nach Ausrufung der Ungarischen Republik gegründete Partei wurde vor allem während der Ungarischen Räterepublik zu einer der führenden politischen Kräfte Ungarns. Erster Parteivorsitzender und bekannteste Persönlichkeit der Partei war Béla Kun.
Nach der Vereinigung der sozialdemokratischen Partei mit der kommunistischen Partei am 21. März 1919 wurde die sich darauf ergebende Staatspartei der neuen Räterepublik zur „Ungarländischen Sozialistischen Partei“ (Magyarországi Szocialista Párt, kurz MSzP) und auf ihrem Parteitag vom 12. und 13. Juni 1919 in „Sozialistisch-Kommunistische Ungarländische Arbeiterpartei“ umbenannt (Szocialista-Kommunista Munkások Magyarországi Pártija; kurz Sz-KMMP).

### Illegalität unter Horthy
Nach der Wiederherstellung des Königreichs Ungarn am 29. Februar 1920 musste die MKP in die Illegalität gehen. Bereits nach dem Ende der Räterepublik war die Partei im Rahmen des Einmarsches rumänischer Truppen und des so genannten weißen Terrors verfolgt worden. Viele Mitglieder der Parteiführung flüchteten in die Sowjetunion. Durch die Illegalität und die Leitung aus dem sowjetischen Exil kam es zu diversen Wechseln in der Führungsspitze der Partei und auch zu Überlegungen über eine mögliche Auflösung der Partei von Seiten der Komintern Mitte der 1930er Jahre, welche jedoch „nur“ zu einem Austausch sämtlicher Mitglieder des Zentralkomitees führten.
Von 1925 bis 1928 agierte die Sozialistische Arbeiterpartei Ungarns (ungarisch Magyarországi Szocialista Munkáspárt, MSzMP) als legaler Ableger der MKP, von 1943 bis 1944 die Friedenspartei (ungarisch Békepárt).

### Machtausbau nach 1945
Mit dem Vorrücken der Roten Armee auf Ungarn ab Herbst 1944 und der Besetzung bis zum Frühjahr 1945 konnte die MKP 1944 erstmals seit 25 Jahren wieder vollständig legal agieren.
In den folgenden Jahren konnte sie sich in Bezug auf ihre Mitgliederstärke, ihren politischen Einfluss sowie auch bezüglich ihrer Stimmanteile bedeutend verbessern. Dies führte im Zusammenspiel mit der sowjetischen Besatzungsmacht zur kommunistischen Machtübernahme in Ungarn 1948/49.

## Parteiorganisation

### Parteitage und - konferenzen
| Bezeichnung        | Datum                           | Ort                  |
| ------------------ | ------------------------------- | -------------------- |
| Gründungskongreß   | 24.11.1918                      | Budapest             |
| I. Parteitag       | 18. – 21. August 1925           | Wien                 |
| II. Parteitag      | Feb./Mär. 1930                  | Aprelewka bei Moskau |
| 1. Parteikonferenz | 20. – 21. Mai 1945              | Budapest             |
| III. Parteitag     | 28. September – 1. Oktober 1946 | Budapest             |
| 2. Parteikonferenz | 12. – 13. März 1947             | Budapest             |
| 3. Parteikonferenz | 10. – 11. Januar 1948           | Budapest             |

### Parteiführung
| Amtszeit                | Bezeichnung     | Name          |
| ----------------------- | --------------- | ------------- |
| 1918–1919               | Vorsitzender    | Béla Kun      |
| …                       |                 |               |
| 1931 – 29. Juli 1932    | Generalsekretär | Imre Sallai   |
| …                       |                 |               |
| 1936–1938               |                 | Zoltán Szántó |
| 1943–1944               |                 | János Kádár   |
| …                       |                 |               |
| 24.02.1945 – 14.06.1948 | Generalsekretär | Mátyás Rákosi |

### Bekannte Mitglieder
- György Aczél
- Gyula Alpári
- Antal Apró
- Valéria Benke
- Béla Biszku
- János Boldóczki
- Imre Dögei
- Lajos Drahos
- Mihály Farkas
- Jenő Fock
- Béla Fogarasi
- Ștefan Foriș
- Sándor Gáspár
- Ernő Gerő
- Miklós Gimes
- Károly Grósz
- Sándor Haraszti
- Imre Horváth
- János Kádár
- Gyula Kállai
- Károly Kiss
- Ottó Korvin
- István Kossa
- Bela Kun
- Jenő Landler
- Pál Losonczi
- Pál Maléter
- Ferenc Münnich
- Károly Olt
- László Orbán

## Wahlergebnisse
| Wahl                          | Stimmen   | %       | Platzierung         |
| ----------------------------- | --------- | ------- | ------------------- |
| Parlamentswahl in Ungarn 1945 | 801.986   | 17,0 %  | drittstärkste Kraft |
| Parlamentswahl in Ungarn 1947 | 1.111.001 | 22,25 % | stärkste Kraft      |